# Arthrochaete
Arthrochaete es un género monotípico de algas, perteneciente a la familia Chaetophoraceae.

## Especie deArthrochaete
- Arthrochaete penetrans